# Anna Świątkowska
Anna Świątkowska z domu Małycha (ur. 1915 w Kowalach, zm. 14 listopada 2007) – polska etnografka, muzealniczka, laureatka Nagrody Kolberga.

## Życiorys
Dzięki finansowej pomocy sióstr, które wyemigrowały zarobkowo do Francji, uczyła się w Piotrkowie Trybunalskim. W 1935 zdała maturę. Przez kilka tygodni uczęszczała na Uniwersytet Ludowy im. Władysława Orkana w Szycach pod Krakowem. Gdy nie znalazła zatrudnienia jako nauczycielka, wyjechała do Warszawy, by pracować jako służąca. Zapisała się na studia w Wolnej Wszechnicy Polskiej i dostała miejsce w domu studenckim. Utrzymywała się z korepetycji i prowadzenia świetlicy. Studiowała początkowo na Wydziale Ekonomii, a następnie problemy społeczno-oświatowe na Wydziale Pedagogicznym.
W czasie okupacji niemieckiej prowadziła tajne nauczanie. Mieszkała wówczas we wsi Siekierki pod Białymstokiem. Prowadziła tam punkt kontaktowy poczty i prasy Armii Krajowej. Ponieważ jej praca dyplomowa spłonęła wraz z gmachem WWP we wrześniu 1939, samodzielnie kontynuowała studia i w 1946 na Uniwersytecie Łódzkim obroniła pracę magisterską.
W latach 1946–1948 prowadziła badania ludoznawcze jako pracownica Instytutu Służby Społecznej w Łodzi. Zajmowała się sierotami w Pabianicach i Skierniewicach. Jednocześnie na Uniwersytecie Łódzkim studiowała etnografię. W 1948 przeprowadziła się do Warszawy. Do 1954 pracowała w Towarzystwie Uniwersytetów Ludowych, potem w Instytucie Oświaty Dorosłych, następnie w Urzędzie Rady Ministrów oraz w Biurze Oświaty i Kultury. Od 1952 była zatrudniona w dziele kulturalno-oświatowym Zarządu Głównego Związku Samopomocy Chłopskiej. W 1954 poślubiła Henryka Świątkowskiego i zamieszkała w Łowiczu.
W latach 1957–1985 pracowała w dziale naukowo-oświatowym w Muzeum w Łowiczu (oddział Muzeum Narodowego w Warszawie), od 1963 nim kierując. Wraz z mężem Henrykiem zgromadziła w muzeum ok. 15 tysięcy obiektów, w tym cenną kolekcję strojów i haftów łowickich. W latach 1961–1993 opublikowała wiele prac na temat ludowej kultury łowickiej dotyczących różnych zagadnień (wycinanka, budownictwo, zwyczaje i obrzędy doroczne oraz rodzinne, tkactwo i hafciarstwo, dziecko w kulturze wiejskiej). Świątkowscy opracowali wspólnie 40 katalogów wystaw, w tym 22 na temat sztuki ludowej i amatorskiej, przewodnik po placówce oraz noty biograficzne twórców i twórczyń ludowych z regionu łowickiego. Publikowali w prasie, popularyzując sztukę ludową. Podsumowaniem ich badań jest pierwsza monograficzna książka na temat kultury łowickiej pt. „Łowicka sztuka ludowa” wydana w 1996.
W 1959 była jedną z założycielek Towarzystwa Przyjaciół Muzeum w Łowiczu. Współpracowała z PTTK, szkoląc przewodników w regionie łowickim.
W 1985 Świątkowscy otrzymali Nagrodę Kolberga za tworzenie Muzeum w Łowiczu, dokumentację kultury Księżaków łowickich oraz popularyzację regionu i jego folkloru. W 2014 zostali uhonorowano Nagrodą Gwiozda Łowicko. Anna Świątkowska była wiele razy nagradzana za działalność kulturalno-oświatową.
Do 1991, choć od 1985 była na emeryturze, była etatową konsultantką w Spółdzielni Rękodzieła Ludowego i Artystycznego „Sztuka Łowicka” w Łowiczu.

## Upamiętnienie
Była jedną z bohaterek wystawy Etnografki, antropolożki, profesorki w Państwowym Muzeum Etnograficznym w Warszawie (2022–2023).